# گورستان برن (ب)
گورستان برن (ب) مربوط به دوران‌های تاریخی پس از اسلام است و در شهرستان رودبار، بخش مرکزی، شمال دارستان واقع شده و این اثر در تاریخ ۱۴ مرداد ۱۳۸۲ با شمارهٔ ثبت ۹۳۹۸ به‌عنوان یکی از آثار ملی ایران به ثبت رسیده است.